# Otello Martelli
Pour les articles homonymes, voir Martelli.
Otello Martelli (né le 19 mai 1903 à Rome, en Italie et mort le 20 février 2000  dans la même ville) est un directeur de la photographie italien.

## Biographie
Chef opérateur de quatre-vingts films (italiens surtout, ainsi que des coproductions) entre 1919 et 1966, Otello Martelli est plus particulièrement connu pour avoir collaboré à plusieurs réalisations de Federico Fellini, dont La strada (1954, avec Giulietta Masina, Anthony Quinn et Richard Basehart) et La dolce vita (1960, avec Marcello Mastroianni, Anouk Aimée et Anita Ekberg).
Durant sa carrière, il travaille également avec les réalisateurs Roberto Roberti, le père de Sergio Leone (ex. La donna nuda en 1922), Mario Camerini (ex. : Je donnerai un million en 1935, avec Vittorio De Sica et Assia Noris), Giuseppe De Santis (ex. : Riz amer en 1949, avec Silvana Mangano et Vittorio Gassman), Alberto Lattuada (ex. : Guendalina en 1957, avec Jacqueline Sassard, Raf Vallone et Sylva Koscina), Roberto Rossellini (ex. : Stromboli en 1950, avec Ingrid Bergman), ou encore Mario Soldati (ex. : La Fille du fleuve en 1955, avec Sophia Loren et Gérard Oury), entre autres.

## Filmographie partielle
Films italiens, sauf mention complémentaire
- 1919 : La Contessa Sara de Roberto Roberti
- 1919 : Au-dessus des lois (Oltre la legge) de Gaston Ravel
- 1922 : La donna nuda de Roberto Roberti
- 1922 : Fatale belezza de Gaston Ravel
- 1925 : Fior di levante de Roberto Roberti
- 1934 : La Vieille Garde (Vecchia guardia) d'Alessandro Blasetti
- 1935 : Je donnerai un million (Darò un millione) de Mario Camerini
- 1936 : L'antenato de Guido Brignone
- 1937 : Contessa di Parma d'Alessandro Blasetti
- 1937 : Fermo con le mani, réalisé par Gero Zambuto
- 1939 : Le Ring enchanté (Io, suo padre) de Mario Bonnard
- 1940 : Kean de Guido Brignone
- 1940 : Lucrezia Borgia de Hans Hinrich
- 1941 : Le Grand Homme de Venise (Il Bravo di Venezia) de Carlo Campogalliani
- 1942 : Tragica notte de Mario Soldati
- 1946 : Païsa (Paisà) de Roberto Rossellini
- 1947 : Chasse tragique (Caccia tragica) de Giuseppe De Santis
- 1947 : Ultimo amore de Luigi Chiarini
- 1947 : La Grande Aurore (La grande aurora) de Giuseppe Maria Scotese
- 1949 : Riz amer (Riso amaro) de Giuseppe De Santis
- 1949 : Cagliostro (Black Magic) de Gregory Ratoff et Orson Welles (film américano-italien)
- 1949 : La Montagne de verre (The Glass Mountain) d'Edoardo Anton et Henry Cass (film italo-britannique ; photographie en Italie)
- 1949 : La Madone d'or (La madonnina d'oro) de Ladislas Vajda
- 1950 : Stromboli (Stromboli, terra di Dio) de Roberto Rossellini
- 1950 : Les Feux du music-hall (Luci del varietà) d'Alberto Lattuada et Federico Fellini
- 1950 : Les Onze Fioretti de François d'Assise (Francesco, giullare di Dio) de Roberto Rossellini
- 1951 : Anna d'Alberto Lattuada
- 1952 : Onze heures sonnaient (Roma ore 11) de Giuseppe De Santis (film franco-italien)
- 1953 : Les Vitelloni (I vitelloni) de Federico Fellini
- 1953 : Nous les femmes (Siamo donne), film à sketches, segment Ingrid Bergman de Roberto Rossellini
- 1954 : La strada de Federico Fellini
- 1955 : La Fille du fleuve (La donna del fiume) de Mario Soldati
- 1955 : Il bidone de Federico Fellini
- 1955 : La Chance d'être femme (La fortuna di essere donna) d'Alessandro Blasetti (film franco-italien)
- 1957 : Les Nuits de Cabiria (Le notti di Cabiria) de Federico Fellini (film franco-italien)
- 1957 : Guendalina d'Alberto Lattuada (film franco-italien)
- 1957 : Vacances à Ischia (Vacanze a Ischia) de Mario Camerini
- 1958 : Barrage contre le Pacifique (This Angry Age) de René Clément (film américano-italien)
- 1959 : La Loi (La legge) de Jules Dassin (film franco-italien)
- 1960 : La dolce vita de Federico Fellini (film franco-italien)
- 1961 : La Fille dans la vitrine de Luciano Emmer (film franco-italien)
- 1962 : Boccace 70 (Boccacio '70), film à sketches, segments Les Tentations du docteur Antoine (Le tentazioni del dottor Antonio, 1er sketch) de Federico Fellini et La Loterie (La riffa, 3e sketch) de Vittorio De Sica (film franco-italien)
- 1962 : La Femme rousse (Die Rote) d'Helmut Käutner (film germano-italien)
- 1964 : Cyrano et d'Artagnan d'Abel Gance (film franco-italien)
- 1964 : La Femme, quelle chose merveilleuse ! (La donna è una cosa meravigliosa) de Mauro Bolognini
- 1965 : Ménage à l'italienne (Ménage all'italiana) de Franco Indovina
- 1965 : Les Trois Visages (I tre volti), film à sketches, segments Latin Lover de Franco Indovina et Gli amanti celebri de Mauro Bolognini